# 1874年博洛尼亚起义
1874年博洛尼亚起义是1874年8月，包括米哈伊爾·巴枯寧、安德里亚·科斯塔以及埃里科·马拉泰斯塔在內的巴枯宁主义无政府主义者在意大利博洛尼亚策划的暴动，最終被意大利政府挫败。